# Zdeněk Maryška
Zdeněk Maryška (* 17. dubna 1947 Mariánské Lázně) je český filmový, divadelní a dabingový herec.

## Život
Po maturitě vystudoval v roce 1971 činoherní herectví na Janáčkově akademii múzických umění v Brně. Jednu sezónu působil v Divadle J. K. Tyla v Plzni (1971–1972). Dalších deset let poté účinkoval v řadě brněnských divadel (Divadlo bratří Mrštíků, Státní divadlo a Divadlo na provázku). Na počátku 80. let emigroval do USA, kde pracoval jako zahradník; v roce 1995 se vrátil zpět. K roku 2013 hrál mimo jiné v Divadle Na Fidlovačce a v Divadle Na Jezerce.
Hraje také ve filmu a televizi. Už od poloviny 70. let (tehdy v Brně) se pravidelně věnuje dabingu, z větších rolí to byl např. Richard Woolsey v seriálu Hvězdná brána: Atlantida, Optimus Prime ve filmové sérii Transformers, John Kramer / Jigsaw ve filmové sérii Saw či Caesar v rebootu Planety opic.

## Vybraná filmografie
- O moravské zemi (1977)
- Požáry a spáleniště (1980)
- Passage (1996)
- Mach, Šebestová a kouzelné sluchátko (2001)
- Obsluhoval jsem anglického krále (2006)
- Bathory (2008)
- Westernstory (2011)
- Pohádkář (2014)
- Zločin v Polné (2016) – televizní film

## Rozhlas
- 1999 Eugene O'Neill: Tak trochu básník, překlad: Břetislav Hodek, rozhlasová úprava: Marie Říhová, dramaturgie: Jiří Hubička, režie: Lída Engelová. Osoby a obsazení: Cornelius Melody (Alois Švehlík), Nora (Dana Syslová), Sára (Lenka Krobotová), Mickey Maloy (Pavel Kříž), Jamie Gregan (Svatopluk Skopal), Deborah Harfordová (Jana Preissová), O’Dowd (Zdeněk Maryška), Dan Rocha (Jan Szymik) a Nicholas Gadsby (Jaromír Meduna), natočeno v Českém rozhlasu v roce 1999.[3]
- 2008 – Bratři Čapkové: Adam stvořitel, roleː Romantik,  režie Dimitrij Dudík.